# Võ Thị Như Hoa
Võ Thị Như Hoa (sinh ngày 30 tháng 8 năm 1967) là một nữ chính trị gia người Việt Nam. Bà hiện là đại biểu quốc hội Việt Nam khóa 14 nhiệm kì 2016-2021, thuộc đoàn đại biểu quốc hội thành phố Đà Nẵng, Ủy viên Ủy ban Pháp luật của Quốc hội Việt Nam, Giám đốc Sở Tư pháp thành phố Đà Nẵng, Phó chủ nhiệm Hội đồng Dân chủ - Pháp luật Ủy ban Mặt trận Tổ quốc Việt Nam thành phố Đà Nẵng, Ủy viên Ban chấp hành Hội liên hiệp phụ nữ thành phố Đà Nẵng. Bà đã trúng cử đại biểu quốc hội năm 2016 ở đơn vị bầu cử số 1, thành phố Đà Nẵng (gồm có các quận Hải Châu, Thanh Khê, Cẩm Lệ) với tỉ lệ 62,67% số phiếu hợp lệ.

## Xuất thân
Võ Thị Như Hoa sinh ngày 30 tháng 8 năm 1967 quê quán ở phường Điện Ngọc, thị xã Điện Bàn, tỉnh Quảng Nam. 
Bà hiện cư trú ở Số 24 đường Đống Đa, Tổ 26B, phường Thuận Phước, quận Hải Châu, thành phố Đà Nẵng.

## Giáo dục
- Giáo dục phổ thông: 12/12
- Cử nhân tiếng Anh
- Cử nhân Luật chuyên ngành Luật Kinh tế
- Thạc sĩ Luật
- Cao cấp lí luận chính trị

## Sự nghiệp
Bà gia nhập Đảng Cộng sản Việt Nam vào ngày 24/4/1999.
Khi ứng cử đại biểu Quốc hội Việt Nam khóa 14 vào tháng 5 năm 2016 bà đang là Phó Bí thư Đảng ủy, Giám đốc Sở Tư pháp; Ủy viên Ủy ban Mặt trận Tổ quốc Việt Nam thành phố Đà Nẵng, Phó chủ nhiệm Hội đồng Dân chủ - Pháp luật Ủy ban Mặt trận Tổ quốc Việt Nam thành phố Đà Nẵng.
Từ ngày 15 tháng 4 năm 2015 đến nay, bà là Giám đốc Sở Tư pháp thành phố Đà Nẵng.
Bà hiện là Phó chủ nhiệm Hội đồng Dân chủ - Pháp luật Ủy ban Mặt trận Tổ quốc Việt Nam thành phố Đà Nẵng, Ủy viên Ban chấp hành Hội liên hiệp phụ nữ thành phố Đà Nẵng, Ủy viên Ủy ban Pháp luật của Quốc hội.
Bà đang làm việc ở Sở Tư pháp thành phố Đà Nẵng.